# Severní křížové výpravy

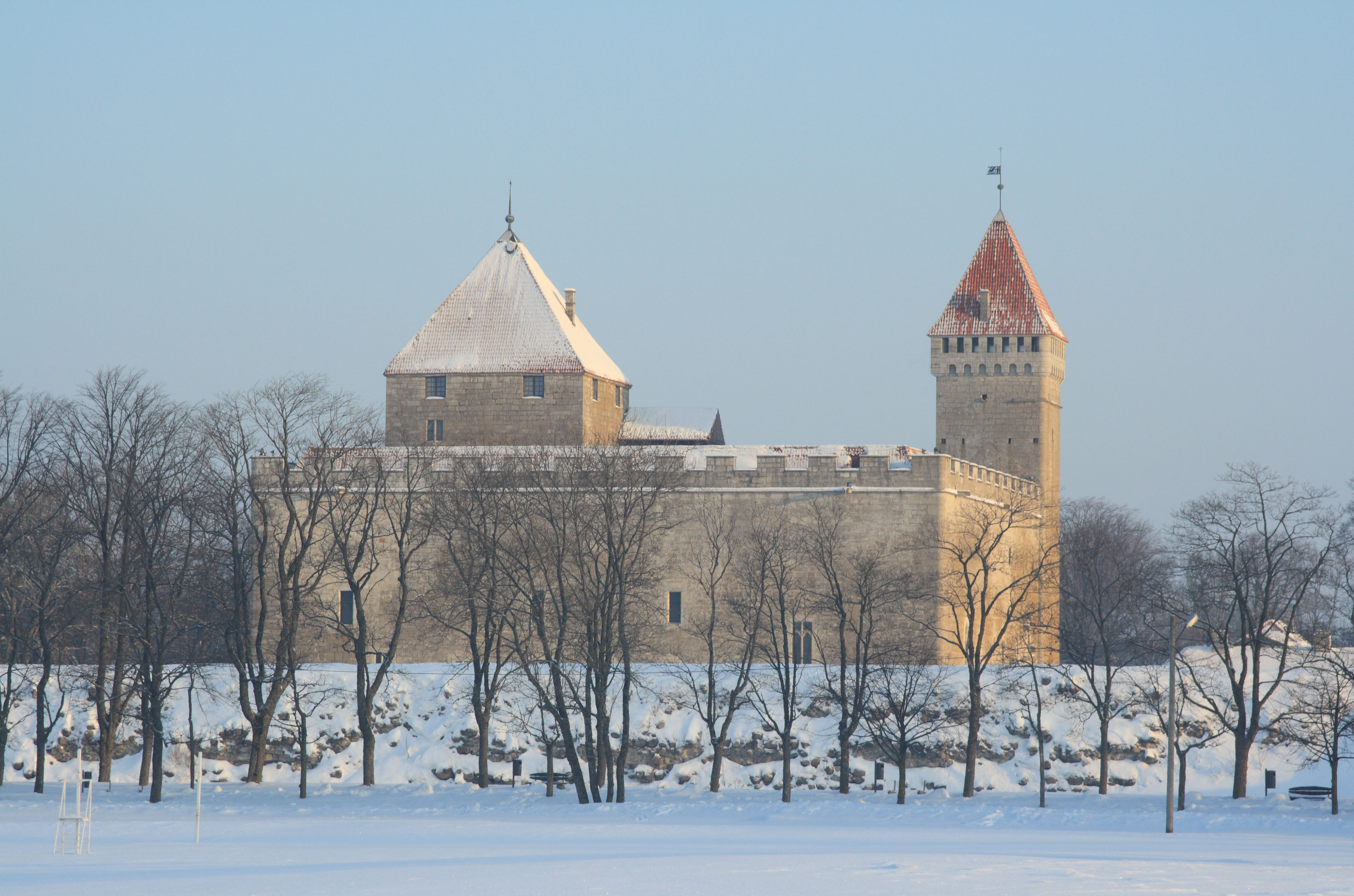
Kuressaare, hrad Řádu německých rytířů v Estonsku

Severní křížové výpravy, též pobaltské křížové výpravy, byly křesťanskými kolonizačními a christianizačními válečnými výpravami prováděnými katolickými rytířskými řády a královstvími, především proti pohanským Finům, baltským a západoslovanským národům kolem jižního a východního pobřeží Baltského moře a v menší míře také proti pravoslavným východním Slovanům. Nejvýznamnější z těchto výprav byly Livonská křížová výprava a Pruská křížová výprava. Některé z těchto výprav byly nazývány křížové již ve středověku, jiné, včetně většiny tzv. švédských křížových výprav proti Finům a Karelům, byly prvně takto označeny až finskými nacionalistickými historiky 19. století. Avšak křížové výpravy proti původním obyvatelům baltské oblasti schválil sám papež Alexandr III. v bule Non parum animus noster v roce 1171.

## Venedská

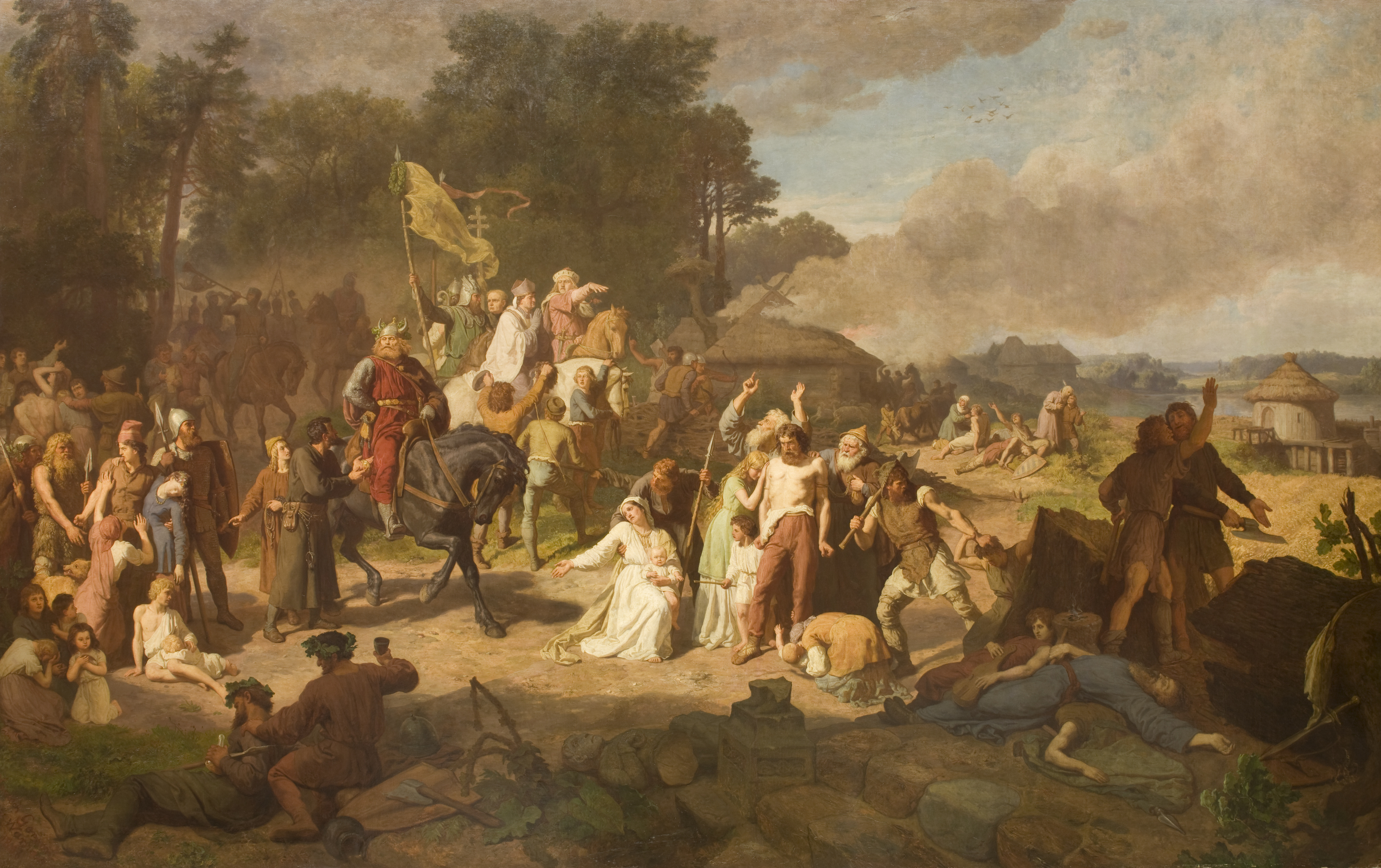
Christianizace Venedů na obraze Wojciecha Gersona

Ke druhé křížové výpravě do Svaté země se přihlásilo množství jihoněmeckých feudálů. Avšak velmoži ze severoněmeckých oblastí nebyli tak nadšení. Jako alternativu pro sebe navrhli výpravu proti pohanským slovanským kmenům žijícím v povodí Labe a Odry. Papež Evžen III. jejich rozhodnutí schválil a 13. dubna 1146 vydal bulu Divina dispensatione, která stanovovala, že není rozdíl v duchovní odměně pro křižáky, kteří táhnou na sever místo do Svaté země. Zúčastnění rytíři byli především Dánové, Sasové a Poláci, ale nechyběli také mnozí Češi. Vrchní velení získal papežský legát Anselm z Havelbergu, samotnému tažení však prakticky veleli jednotliví velmoži ze saských rodů, např. Askánců, Wettinů či hrabat ze Schauenburgu.
Znervóznělí německou účastí na křížové výpravě, Obodrité, kmenový svaz polabských Slovanů, podnikl v červnu roku 1147 preventivní vpád na německé území. Křižáci proti Obodritům vytáhli v pozdním létě 1147 a podařilo se jim úspěšně vytlačit Slovany z křesťanských oblastí. Zaměřili se pak na obodritskou pevnost Dobin a velétskou pevnost v Demminu. Křižáci, mezi nimiž byl i dánský král Knut V. a jeho spoluvládce Sven III., markrabě Severní marky Albrecht Medvěd i saský vévoda Jindřich Lev, zaútočili nejprve na Dobin. Někteří z křižáků začali drancovat okolí, jiní ale plundrování neschvalovali, protože tuto zemi nevnímali jako zemi nepřátel, ale jako dobyté území, které jim patří. Saské vojsko pod velením Jindřicha Lva u Dobinu ustoupilo poté, co kníže Niklot souhlasil, že přijme křest. Obléhání Demminu však úspěšné nebylo a křižácká armáda se tedy nechala markrabaty odklonit do Pomořanska. Táhla pak na východ, až dosáhla města Štětín, které však již bylo křesťanské, a po setkání křižáků s místním biskupem Albrechtem a knížetem Ratiborem I. se křižácká armáda rozpadla.
Křížová výprava z velké části selhala i při pokusu obrátit na křesťanství slovanské Venedy. Sasové dosáhli sice obrácení pohanů v Dobinu, ale Slované se ke svým pohanským zvykům vrátili, jakmile se křižácká vojska rozpadla. Jako dohra křížové výpravy bylo Meklenbursko a Pomořansko vydrancováno, především saskými křižáky Jindřicha Lva. Tento čin paradoxně christianizaci napomohl nejvíce. Oslabil totiž vliv Slovanů v oblasti, což v budoucnu omezilo jejich odpor vůči křesťanské expanzi.

## Švédské

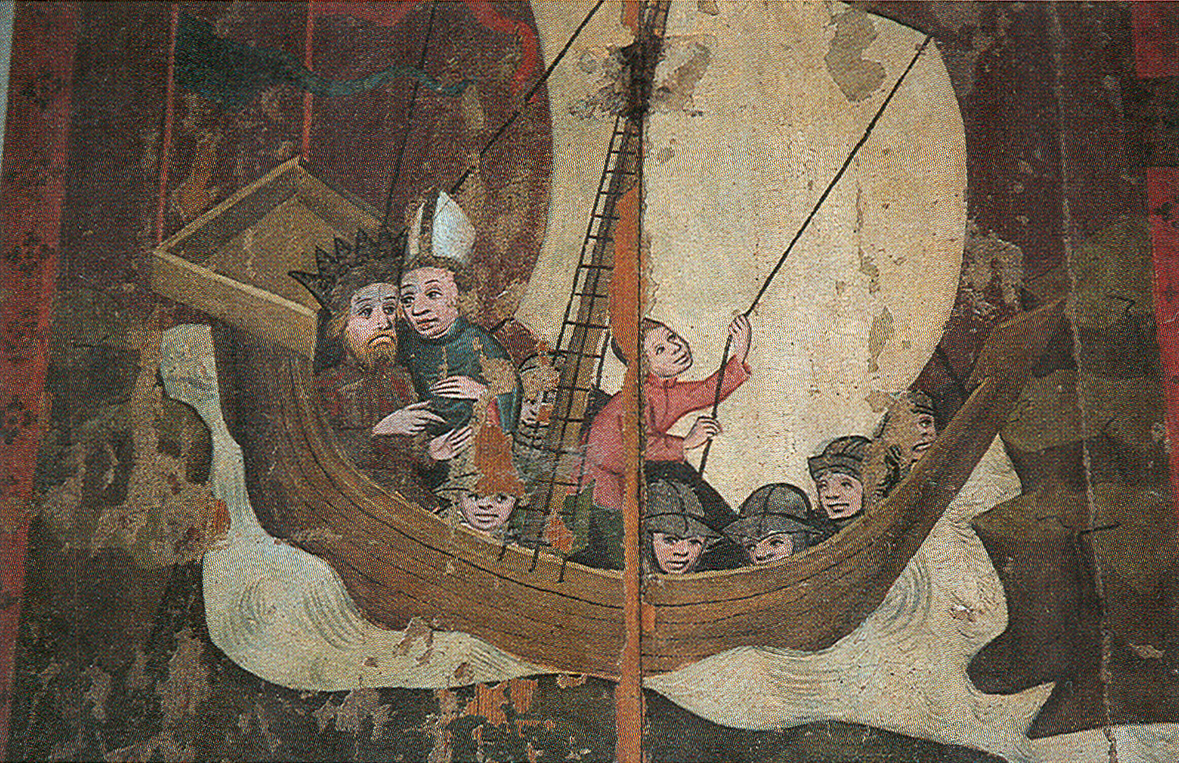
Erik IX. a biskup Jindřich se plaví do Finska

První švédská křížová výprava byla jen legendární. Mělo jít o expedici vyslanou kolem roku 1150, jejímž výsledkem mělo být dobytí Finska Švédy a s tím spojené obrácení pohanských Finů na křesťanství. Podle legendy křížovou výpravu vedl král Erik IX. Svatý. Biskup Jindřich z Uppsaly, který krále na výpravě doprovázel, v dobytém Finsku zůstal a stal se mučedníkem. Avšak fakticita a detaily této křížové výpravy jsou dosud předmětem diskusí historiků. Žádné archeologické nálezy nepotvrzují, ale ani nevyvracejí, události popisované v písemných zdrojích ze 40. let 13. století. Legenda neuvádí žádný rok, kdy se křížová výprava měla uskutečnit, a pokusy ukotvit toto datum na rok 1150 jsou většinou pozdějšími spekulacemi. Vše to, co dnes víme o králi Erikovi a biskupovi Jindřichovi je, že v polovině 12. století s největší pravděpodobností hráli ve Švédsku důležitou roli.
Druhá křížová výprava do Finska byla vypravena mezi léty 1239–1256 a díky tomuto tažení se Finsko stalo součástí Švédska na dalších 550 let. V důsledku bitvy u Lihule v roce 1220 a bitvy na Něvě o dvacet let později byli Švédové Rusy vytlačeni z Pobaltí. Ti tak byli přinuceni hledat nová území jinde. Svou pozornost proto zaměřili na východ do finské oblasti Tavastie, jejíž obyvatelstvo se kolem roku 1230 otevřeně postavilo proti křesťanství, proto papež roku 1237 vyzval ke křížové výpravě. Tu uspořádal švédský jarl Birger, a to přes moře. Po válce byl ve Finsku nedaleko měst Turku a Koroinen založen švédský Starý hrad Lieto, nedaleko nově zřízené biskupské rezidence. Od roku 1248 zastával biskupský post ve Finsku švédský Bero, úředník jmenovaný přímo švédským královským dvorem. Bero měl ve svých rukách až do roku 1280 ve Finsku také světskou moc, především pak vybírání daní. V roce 1249 vznikl ve Finsku první klášter, který zřídili dominikáni. Ačkoliv vůdce druhé švédské křížové výpravy jarl Birger dobyl Finsko, doma zatím jeho šlechtici proti němu zosnovali odboj a okleštili jeho královské pravomoci, které připadly šlechtě.
Třetí švédská křížová výprava bylo vojenské tažení Švédska uspořádané roku 1293. Cílem této vojenské expedice byla Karélie ve východním Finsku, oblast tehdy ovládaná ruskými knížaty z Novgorodu a vedl ji Tyrgils Knutsson. Tato výprava nakonec vytvořila hranici mezi pravoslavným východem a katolickým západem, poté co Rusové začali uplatňovat svůj vliv nad východní částí Finska. Konflikt skončil roku 1323 Smlouvou z Nöteborgu mezi Švédskem a Novgorodem o ustálení společných hranic.

## Livonská

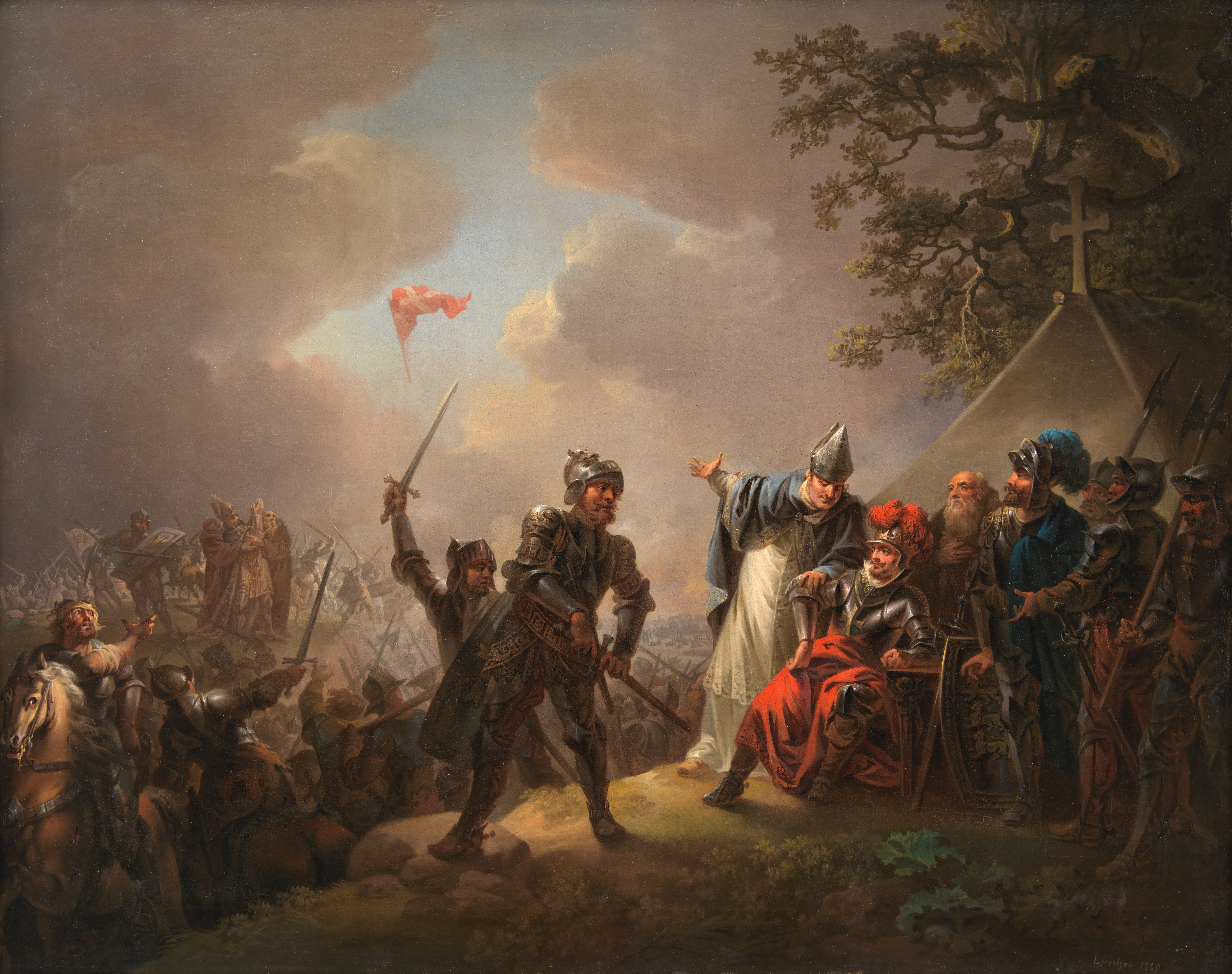
Král Valdemar II. vzhlédl k praporu seslanému Bohem

Livonská křížová výprava byla série vojenských operací, jejichž cílem bylo dobytí Livonska, christianizace tamního obyvatelstva a kolonizace území Němci a Dány, neboť země na východním pobřeží Baltského moře byly posledními částmi Evropy, jež bylo z pohledu církve ještě nutno christianizovat.
Tato kruciáta skončila úspěchem, když byl dne 2. února 1207 vytvořen na dobytém území církevní stát, který byl postaven pod patronát Panny Marie a nazván Terra Mariana a uznán jako knížectví Svaté říše římské, poté co Řád mečových bratří dobyl většinu území dnešního Lotyšska. Roku 1215 byl pak stát prohlášen papežem Innocencem III. protektorátem Svaté stolice.
Po úspěchu křížové výpravy bylo německé i dánské okupované území rozděleno do šesti feudálních knížectví pod správou Guglielma di Modena.

## Pruská

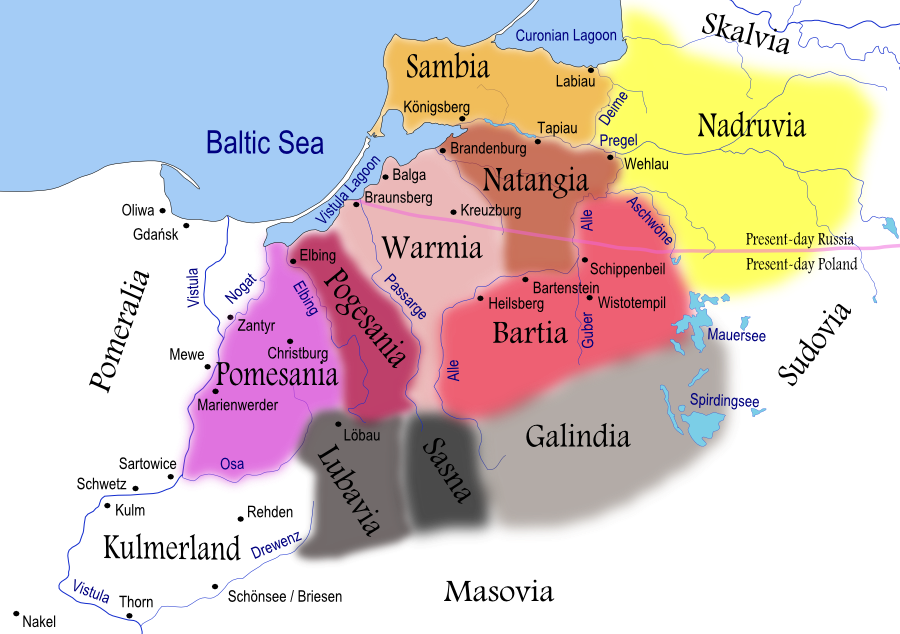
Pruské kmeny ve 13. století

Pobaltští Prusové, etnikum příbuzné Litevcům a Lotyšům, doposud nezávislé, politicky nejednotné a nepokřtěné, obývali málo rozvinuté lesnaté a špatně přístupné bažinaté oblasti západního Pobaltí. Prusy se příliš nedařilo přimět k nové víře za pomoci misií. Roku 997 jim padl za oběť pražský biskup sv. Vojtěch, který se je vypravil křtít. Prusové byli nejenom vyznavači pohanských kultů, podobně jako polabští Slované, kteří byli porobeni a asimilováni o něco dříve, ale také ze svého území často pořádali vojenské nájezdy vůči svým křesťanským sousedům. V roce 1193 proto vyzval papež Celestýn III. církevní vojenské řády, zejména Řád německých rytířů a Řád mečových bratří, k boji proti nevěřícím v Pobaltí. Němečtí rytíři otáleli, neboť byli ještě stále zaměstnáni bojem s muslimy a pohany ve Svaté zemi a uherském Sedmihradsku. Výzvy vyslyšeli až poté, co byli pro své pokusy o vymanění se z vlivu panovníka z Uher vyhnáni. Na přelomu let 1225 a 1226 pozval kníže Konrád I. Mazovský německé rytíře do Polska a jako odměnu jim za ochranu prusko-mazovského pohraničí nabídl jako državu chełmiňské země, ale pouze při zachování knížecí svrchovanosti nad tímto územím. Řád se v této oblasti usadil a odtud jeho vojska pokračovala v taženích na území Prusů.
Prvním cílem křižácké ofenzívy se stal kmen Pamedė (Pomesania). S pomocí oddílů polských knížat byli Prusové poraženi v bitvě na řece Sigurně roku 1234 a do roku 1236 bylo celé jejich území podrobeno řádovému panství. Roku 1235 přestoupila k německým rytířům většina členů Řádu dobřínských rytířů, menší rytířské organizace původně založené Konrádem Mazovským za účelem ochrany pohraničí. Tento řád pojmenovaný podle Dobřína, svého hlavního řádového sídla, však trpěl delší dobu nedostatkem členů a svou úlohu nemohl plnit dostatečně. Roku 1237 se Řád německých rytířů spojil s Řádem mečových bratří, operujícím v Livonsku (území dnešního Lotyšska a Estonska). Pruské území tak padlo do kleští a řád dobýval nemilosrdně jedno pruské území za druhým a tamní obyvatelstvo přivádělo na novou víru za pomoci útlaku a násilí. V roce 1240 němečtí rytíři dobyli Varmii a části kmenových území Notangů a Bartů. Roku 1242 postup řádu přerušilo povstání pruských kmenů.
Nedůkladná narychlo provedená christianizace Prusů se nesetkala s trvalým úspěchem, protože krutá nadvláda a nová násilně vštěpovaná víra se Prusům zajídala. Pohanství Prusů nezaniklo, ale smísilo se s křesťanstvím v synkretismus. Poslední zbytky pohanské víry a pohanských praktik vymizely až v 16. století.

## Litevská

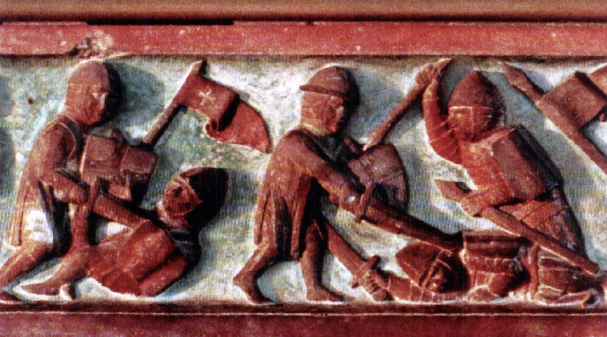
Litevci bojují s Řádem německých rytířů, reliéf na hradě Malbork

Litevská křížová výprava navazovala na livonskou a pruskou. Byla řadou hospodářských kolonizačních výprav Řádu německých rytířů a Livonského řádů na území Litvy.
První nájezd proti Litevcům a Žmuďanům proběhl v roce 1208. První vojenské kampaně Livonského řádu proti Litevcům však byly neúspěšné a řád utrpěl velké porážky v bitvách u Saule (1236), Durbe (1260), Karuse (1270) a Aizkraukle (1279). Porážky byly pro Livonský řád zdrcující - přestal existovat jako samostatný celek a byl připojen k Řádu německých rytířů.
V roce 1283, po porážce Prusů, se na Litvu zaměřil i samotný Řád německých rytířů. Jedním z hlavních cílů bylo dobytí Žmudi - části Litvy, která jako klín oddělovala území podmaněná německými rytíři a území podmaněná Livonským řádem. Řeka Nemunas se přesto stala hranicí, kterou německý řád 200 let nedokázal prolomit.
Samotná pohanská Litva byla přitom tolerantní k jiným náboženstvím - je známo, že již za vlády pohanských králů Mindaugase a Gediminase byly v Litvě zřízeny františkánské a dominikánské kláštery. Gediminas si v dopisech papeži také stěžoval, že křižáci sami zničili křesťanské kostely a poté to vydávali za záminku pro válku.
Řády hrály v litevské politice klíčovou roli až do 80. let 13. století. V té době bylo Litevské velkoknížectví již centralizovaným státem a bylo schopno efektivní obrany. Ve 14. století tak řády pořádaly každoroční nájezdy na Litvu bez velkého úspěchu, ale s velkými oběťmi na straně Litevců. Tyto výpady často připomínaly etnické čistky, ba genocidu. Pohraniční oblasti Litvy se tak staly velmi řídce obydlenou divočinou, kterou řády ale nikdy nedobyly. Tlak ze západu přiměl Litvu k rychlé expanzi na východ a dobytí zemí s rusky mluvícím a pravoslavným obyvatelstvem – jen tak mohla Litva získat zdroje pro dlouhodobé války.

Litevské velkoknížectví v roce 1386 přijalo křesťanství, když velkokníže Vladislav II. Jagello přijal křest před svou korunovací polským králem a svatbou s královnou Hedvikou z Anjou. Ani tento křest ale nezastavil další „křížovou výpravu“. Řád německých rytířů totiž zpochybnil upřímnost konverze u papežského soudu. Litva však spolu se svým novým spojencem Polskem Řád následně porazila v rozhodující bitvě u Grunwaldu v roce 1410, která je často uváděna jako konec litevské křížové výpravy. Za její konec také lze označit Melnskou mírovou smlouvu z roku 1422. Skončila tak 225 let dlouhá válka, jedna z nejdelších v dějinách Evropy.